# Barclays Center
Barclays Center is een indoor-sportstadion gelegen in de borough Brooklyn, New York. Vaste bespeler zijn de Brooklyn Nets (vroegere naam New Jersey Nets), een basketbalteam actief in de NBA. Het is ook de thuisbasis van het WNBA-team de New York Liberty.
Sinds 2015 spelen ook de New York Islanders, een ijshockeyteam dat uitkomt in de NHL de helft van hun thuismatches in dit stadion. De andere helft van de matches blijven de Islanders spelen in het Nassau Veterans Memorial Coliseum in Uniondale.
De bouw van het complex liep van 2010 tot 2012, naar plannen van SHoP Architects. Het Barclay Center is de start van het Atlantic Park bouwproject dat in totaal tegen 2035 veertien bouwvolumes zou omvatten en naast commerciële invulling ook een belangrijke residentiële component heeft. In 2018 waren al vier van de veertien geplande gebouwen in gebruik genomen.
Het stadion, geopend in 2012, ligt vlak bij het treinstation Atlantic Terminal en het aansluitende metrostation Atlantic Avenue - Pacific Street, bezoekers zullen voornamelijk via deze stations bij het stadion komen.

## Trivia
De eerste architect die plannen tekende voor het complex was Frank Gehry. Uiteindelijk werden zijn plannen uit budgettaire overwegingen niet weerhouden.
In het openingsjaar 2012 en herhaald in 2013 werd het van oorsprong Nederlands dance-event Sensation tweemaal ook georganiseerd in het Barclays Center. De WWE was een eerste maal te gast in december 2012 met de TLC: Tables, Ladders & Chairs, editie 2012. Van 2015 tot en met 2018 was het Center jaarlijks in augustus ook gastheer voor de WWE SummerSlam. Qua optredens deed Justin Bieber het Center met zijn Believe Tour tweemaal aan, eenmaal in de eerste weken optredens in 2012, eenmaal in de laatste week optredens in 2013. The Rolling Stones speelden de 50 And Counting Tour in 2012, met gastoptreden van Gary Clark jr., Rihanna bracht de Diamonds World Tour in 2013, Miley Cyrus de Bangerz Tour in 2014, Madonna de Rebel Heart Tour in 2015, dat jaar ook twee concerten van Ariana Grande met The Honeymoon Tour, Bruno Mars deed de 24K Magic World Tour er in 2017, in het jaar dat ook Brian May, Roger Taylor en Adam Lambert de Queen + Adam Lambert Tour 2017-2018 in Barclays Center brachten. In 2019 was Ariana Grande driemaal geboekt voor evenveel optredens in haar Sweetener World Tour.